# Campionati mondiali di pattinaggio di velocità sprint 2024
I Campionati mondiali di pattinaggio di velocità - Sprint 2024 sono stati la 53ª edizione della manifestazione. Si sono svolti alla Max Aicher Arena di Inzell, in Germania, il 7 e 8 marzo 2024.

## Medagliere
| Pos.   | Nazione     | Oro | Argento | Bronzo | Totale |
| ------ | ----------- | --- | ------- | ------ | ------ |
| 1      | Cina        | 1   | 0       | 0      | 1      |
| 1      | Giappone    | 1   | 0       | 0      | 1      |
| 3      | Paesi Bassi | 0   | 2       | 1      | 3      |
| 4      | Canada      | 0   | 0       | 1      | 1      |
| Totale | Totale      | 2   | 2       | 2      | 6      |

## Podi
| Eventi             | Oro           | Prestazione | Argento        | Prestazione | Bronzo           | Prestazione |
| Maschile dettagli  | Ning Zhongyan | 136.680     | Jenning de Boo | 137.050     | Laurent Dubreuil | 137.515     |
| Femminile dettagli | Miho Takagi   | 147.545     | Femke Kok      | 148.100     | Jutta Leerdam    | 148.265     |